# NGC 7020
NGC 7020 هي مجرة محدبة ضلعية تبعد حوالي 138 مليون سنة ضوئية تقع في كوكبة الطاووس. وهي جزء من مجموعة صغيرة من المجرات تسمى [CHM2007]. تم اكتشفت من قبل عالم الفلك جون هيرشل في 31 أغسطس 1836.

## الخصائص
NGC 7020 لديه حلقة خارجية كبيرة تحيط بمنطقة مشرقة سداسية داخلية وتحتوي على حلقة داخلية وربما شريط. الحلقة الخارجية الكبيرة منفصلة تماما عن المنطقة السداسية الداخلية للمجرة. يبلغ قطر الطوق الخارجي 109,603 سنة ضوئية . الحلقة الداخلية يظهر جاحظ الميزات في نهايات محورها الرئيسي وبالتالي تصنيفه باعتباره شريط. يبدو أن المجرة خالية إلى حد ما من الغاز المتأين، وهذا ليس مفاجئا لمجرة من النوع المبكر.

## وصلات خارجية
- NGC 7020 على موقع ويكي سكاي: DSS2, SDSS, GALEX, IRAS, Hydrogen α, X-Ray, Astrophoto, Sky Map, Articles and images